# فلمنا (مسلسل)
فيلمنا (بالكورية: 우리 영화) هو مسلسل تلفزيوني ميلودراما كوري جنوبي، من بطولة نامكونغ مين، جيون يو بين. عرض على قناة SBS TV في 13 يونيو الى 19 يوليو 2025، تم بثه كل يومي الجمعة والسبت الساعة 9:50 بتوقيت (KST). وهو متاح على ديزني+ دولياً.

## القصة
يحكي قصة مخرج سينمائي وممثلة طموحة يعاني كلن منهما من مشاكل صحية شخصية، ويشعران أن وقتهما ينفد، ويحاولان شفاء جراحهما. وبينما يعملان معًا في تصوير فيلمهما، يبدأان في الوقوع في حب بعضهما البعض.

## طاقم
- نامكونج مين في دور لي جي ها[1]

مخرج سينمائي
- جيون يو-بين في دور لي دا-أوم[1]

ممثلة طموحة.
- لي سيول في دور تشاي سيو يونغ[5]

الممثلة البارزة التي اجتاحت عالم السينما والإعلانات.
- سيو هيون-وو في دور بوو سيونغ-وون[6]

منتج

## المشاهدات
| الموسم | الموسم | رقم الحلقة | رقم الحلقة | رقم الحلقة | رقم الحلقة | رقم الحلقة | رقم الحلقة | رقم الحلقة | رقم الحلقة | رقم الحلقة | رقم الحلقة | رقم الحلقة | رقم الحلقة | المتوسط |
| الموسم | الموسم | 1          | 2          | 3          | 4          | 5          | 6          | 7          | 8          | 9          | 10         | 11         | 12         | المتوسط |
| ------ | ------ | ---------- | ---------- | ---------- | ---------- | ---------- | ---------- | ---------- | ---------- | ---------- | ---------- | ---------- | ---------- | ------- |
|        | 1      | 739        | 541        | 687        | 615        | 646        | 571        | 618        | 609        | 634        | 651        | 591        | 756        | 638     |

| الحلقات | تاريخ البث    | تقييمات (نيلسن كوريا) | تقييمات (نيلسن كوريا) |
| الحلقات | تاريخ البث    | على الصعيد الوطني     | سيئول                 |
| ------- | ------------- | --------------------- | --------------------- |
| 1       | 13 يونيو 2025 | 4.2%                  | 4.5%                  |
| 2       | 14 يونيو 2025 | 3.0%                  | 3.3%                  |
| 3       | 20 يونيو 2025 | 4.0%                  | 3.9%                  |
| 4       | 21 يونيو 2025 | 3.4%                  | 3.4%                  |
| 5       | 27 يونيو 2025 | 3.7%                  | 3.9%                  |
| 6       | 28 يونيو 2025 | 3.2%                  | 3.6%                  |
| 7       | 4 يوليو 2025  | 3.6%                  | 4.0%                  |
| 8       | 5 يوليو 2025  | 3.3%                  | 3.8%                  |
| 9       | 11 يوليو 2025 | 3.8%                  | 4.0%                  |
| 10      | 12 يوليو 2025 | 3.9%                  | 4.5%                  |
| 11      | 18 يوليو 2025 | 3.5%                  | 3.9%                  |
| 12      | 19 يوليو 2025 | 4.1%                  | 4.4%                  |
| متوسط   | متوسط         | 3.6%                  | 3.9%                  |

## الإنتاج
فيلمنا هو مسلسل من نوع ميلودراما من إخراج لي جونغ-هيوم الذي عمل على مسلسل تزيف (2017)، لا أحد يعلم (2020)، المفتشة كوو (2021). وشارك في كتابته هان جا-اون وكانغ كيونغ-مين، وإنتاج استوديو إس بي إس بتعاون بيوند-جاي.

## روابط خارجية
- الموقع الرسمي
 (بالكورية)
- فلمنا على هانسينما